# Rajsk (gmina)
Rajsk (ros. Райская волость, lit. Raisko valsčius) – dawna gmina wiejska (włość) istniejąca w latach 1861–1915 na Białostocczyźnie. Siedzibą gminy był początkowo Rajsk, a następnie Haćki.

## Imperium Rosyjskie
Gmina zbiorowa Rajsk powstała w wyniku reformy struktur administracyjnych państwa rosyjskiego w 1861 roku. Była częścią powiatu bielskiego należącego (od 1843) do guberni grodzieńskiej. W 1890 roku gmina Rajsk obejmowała 53 miejscowości i zamieszkiwało ją 6129 osób.

## I wojna światowa
Podczas I wojny światowej gmina wraz z powiatem bielskim należała do okupowanego przez Niemcy Ober-Ostu (w okręgu Białystok), gdzie znacznie zmieniono granice i podział administracyjny powiatu bielskiego. Spośród jego 15 gmin, zachowano 9 i zniesiono 6, ponadto utworzono 10 nowych W związku z tym, gmina Oleksin została zniesiona, po czym:
- główna, centralna część weszła w skład nowej gminy Wyszki,
- zachodnia część weszła w skład nowej gminy Topczewo,
- wschodnią część włączono do gminy Pasynki.

Podział ten zachowano, kiedy powiat bielski przeszedł w sierpniu 1919 pod administrację polską.